# Georg Herwegh
Georg Herwegh   (Stuttgart, 31 de maig de 1817 - Lichtental, 7 d'abril de 1875) va ser un poeta alemany.
Fill d'un hostaler, va néixer a Stuttgart. Va començar a estudiar teologia però havia de deixar els seus estudis i per treballar com a periodista i traductor. El 1839 va haver de fugir a Emmishofen, Suïssa. El seu Gedichte eines Lebendigen es publicava a Zúric entre 1841-1843. Tot i que va ser instantàniament prohibit, a Prússia va tenir un èxit considerable.
Durant un viatge a Alemanya el rei de Prússia li concedí una audició però el feia deixar el país una altra vegada. El 1843 se n'anava a París i es publicava la segona part de Gedichte. Durant la revolució alemanya fracassada de 1848 ell i un grup d'emigrants alemanys se n'anaven a Baden Baden en una missió militar; era tanmateix un fracàs i havia de fugir a Suïssa una vegada més.
És en aquesta estada a Zúric que ell i la seva dona Emma fan amistat amb Richard Wagner coincidint a casa d'Eliza Wille a Marienfeld, a la vora del llac de Zúric. Després d'una amnistia tornà a Baden-Baden. Herwegh escrivia cançons per a la Societat del Treballador de Lassalle i el Partit del Treballador Democràtic Social. El 1877, es publicava Neue Gedichte.
Mentre que uns altres poetes com Ferdinand Freiligrath deixaven la seva política revolucionària, Herwegh mai va deixar la seva perspectiva revolucionària i el seu compromís en democràcia radical. El decebia i criticava el nacionalisme prussià i la guerra de Bismarck per l'annexió d'Alsàcia i Lorena entre 1870 i 1871.
En la ment d'Herwegh, la poesia és un primer pas cap a l'acció política. Consegüentment, com Heinrich Heine, defensa Goethe.